# Niclas Andersén
Niclas Andersén (* 28. April 1988 in Grums) ist ein ehemaliger schwedischer Eishockeyspieler, der im Verlauf seiner aktiven Karriere zwischen 2003 und 2021 unter anderem 471 Partien in der Svenska Hockeyligan bzw. Elitserien auf der Position des Verteidigers bestritten hat. Den Großteil dieser Spiele absolvierte er für Brynäs IF, mit dem er im Jahr 2012 schwedischer Meister wurde. Darüber hinaus war Andersén in der Kontinentalen Hockey-Liga (KHL) für Sewerstal Tscherepowez, Awtomobilist Jekaterinburg und Jokerit Helsinki aktiv.

## Karriere
Niclas Andersén begann seine Karriere als Eishockeyspieler in seiner Heimatstadt beim Grums IK, für den er in der Saison 2003/04 sein Debüt in der drittklassigen Division 1 gab. Anschließend wechselte der Verteidiger in den Nachwuchsbereich des Erstligisten Leksands IF, für dessen Profimannschaft er in der Saison 2005/06 erstmals in der Elitserien auf dem Eis stand, wobei er in acht Spielen punktlos blieb und mit seinem Team in die HockeyAllsvenskan abstieg, in der er in der folgenden Spielzeit in insgesamt 35 Spielen fünf Vorlagen gab. Während seiner Zeit bei Leksands IF wurde der Linksschütze im NHL Entry Draft 2006 in der vierten Runde als insgesamt 114. Spieler von den Los Angeles Kings ausgewählt, für die er allerdings nie spielte. Stattdessen wechselte er im Sommer 2007 zum Elitserien-Club Brynäs IF, für den er bis 2012 spielte.
Im Juni 2012 wurde Andersén von Sewerstal Tscherepowez aus der Kontinentalen Hockey-Liga (KHL) unter Vertrag genommen. Dort verbrachte der Verteidiger zwei Jahre, ehe er zu Brynäs IF wechselte und die Mannschaft als Kapitän anführte. In der Saison 2014/15 gelang ihm ein Karrierebestwert von 22 Scorerpunkten in 54 Spielen, sodass ihn im Juni 2015 die Pittsburgh Penguins aus der National Hockey League (NHL) unter Vertrag nahmen. Die Draftrechte der Los Angeles Kings waren zu diesem Zeitpunkt längst abgelaufen. Die Spielzeit 2015/16 verbrachte er aber ausschließlich bei Pittsburghs Farmteam, den Wilkes-Barre/Scranton Penguins, in der American Hockey League (AHL).
Die Saison 2016/17 verbrachte Andersén bei Awtomobilist Jekaterinburg in der Kontinentalen Hockey-Liga, ehe er zur Saison 2017/18 zum EHC Kloten in die Schweizer National League wechselte. Dort wurde er aufgrund schwacher Leistungen im November entlassen und erhielt wenige Tage später einen Vertrag beim finnischen KHL-Vertreter Jokerit Helsinki.
Im April 2018 kehrte der Abwehrspieler zu Brynäs IF nach Schweden zurück, wo er im Sommer 2021 seine Karriere im Alter von 33 Jahren beendete. 

### International
Für Schweden nahm Andersén an den U18-Junioren-Weltmeisterschaften 2005 und 2006 sowie der U20-Junioren-Weltmeisterschaft 2008 teil. Im Seniorenbereich spielte der Verteidiger bei der Weltmeisterschaft 2014.

## Erfolge und Auszeichnungen
- 2012 Schwedischer Meister mit Brynäs IF

### International
- 2005 Bronzemedaille bei der U18-Junioren-Weltmeisterschaft
- 2008 Silbermedaille bei der U20-Junioren-Weltmeisterschaft
- 2014 Bronzemedaille bei der Weltmeisterschaft

## Karrierestatistik

### International
Vertrat Schweden bei:
| - U18-Junioren-Weltmeisterschaft 2005 - U-18 Junior World Cup 2005 - U18-Junioren-Weltmeisterschaft 2006 | - U20-Junioren-Weltmeisterschaft 2008 - Weltmeisterschaft 2014 |

(Legende zur Spielerstatistik: Sp oder GP = absolvierte Spiele; T oder G = erzielte Tore; V oder A = erzielte Assists; Pkt oder Pts = erzielte Scorerpunkte; SM oder PIM = erhaltene Strafminuten; +/− = Plus/Minus-Bilanz; PP = erzielte Überzahltore; SH = erzielte Unterzahltore; GW = erzielte Siegtore; 1 Play-downs/Relegation; Kursiv: Statistik nicht vollständig)